# Таинственная стена
«Таинственная стена» — советский фантастический фильм 1967 года.

## Сюжет
Где-то в тайге возникает  крайне странное явление — стена в виде купола около двух километров диаметром из туманной пелены, которая появляется и исчезает с определённой периодичностью и, предположительно, представляет собой мощный электростатический заряд. Исследуя эту странную Стену, учёные выясняют, что она вызывает у смотрящего на неё различные видения из прошлого. 
Под куполом Стены находится научно-исследовательская станция, на которой уже третий месяц работает учёный Ломов (Лев Круглый). Ломов считает, что Стена — посланник иной цивилизации, и пытается наладить с ней контакт, но все попытки тщетны. При помощи одолженного у военных локатора он отправляет различные изображения и изучает, как Стена на них реагирует, при этом у операторов локатора возникают галлюцинации из прошлой жизни, а оборудование выходит из строя. 
Когда руководству станции становится известно, что Ломов от переутомления дофантазировался до признания,  будто бы сама Стена и является... разумным пришельцем, на смену учёному присылают его друга Андрея (Ираклий Учанейшвили). Вместе с ним приезжает невеста Ломова Лена (Татьяна Лаврова) и старший сержант Валя (Андрей Миронов), который по заданию военных должен подготовить вышедший из строя локатор к демонтажу. Обсуждая результаты изучения таинственного явления, герои приходят к мысли, что галлюцинации вызывают марсиане, изучающие таким необычным способом психику землян.
Очередной мираж рождает догадку: установить контакт со Стеной можно, если в неё войти. Лена пытается это сделать, но не успевает: Стена закрывается. Участники эксперимента продолжают наблюдения.
Экспедиция возвращается в Москву и даёт отчётную пресс-конференцию, на которой звучит волнующий мировую общественность вопрос: что же представляет собой эта таинственная Стена?
Для дальнейшего изучения феномена учёные начинают готовить новую, более оснащённую экспедицию.

## В ролях
- Лев Круглый — Егор Ломов, учёный
- Татьяна Лаврова — Лена, невеста Ломова
- Ираклий Учанейшвили — Андрей Ираклиевич Эрдели, учёный
- Андрей Миронов — Валентин Карпухин, старший сержант

### В эпизодах
- Валентин Никулин — канадский путешественник
- Александр Жоржолиани — дядя Георгий, односельчанин Андрея Эрдели
- Николай Бармин — офицер
- Елена Брацлавская — сотрудница вычислительного центра
- Валентин Козлов
- Михаил Орлов — комендант
- Софья Давыдова
- Георгиос Совчис — учёный на пресс-конференции (в титрах — Т. Совчис)
- Георгий Тусузов — начальник вычислительного центра
- Реваз Хобуа — односельчанин Андрея Эрдели
- Евгений Шутов — водитель
- Виктор Сысоев — Кукушкин, мальчик из планетария
- Сергей Голованов — учёный на пресс-конференции
- Юрий Леонидов — учёный на пресс-конференции
- Александр Орлов — учёный
- Александр Кайдановский — сотрудник вычислительного центра (нет в титрах)
- Анатолий Яббаров — матрос на танкере (нет в титрах)

## Критика
Фильм в прокате провалился. 
По мнению Ильи Кукулина, фильм, недооценённый современниками, испытал влияние романа «Солярис» (1961). По мнению Олега Ковалова, эта лента предвещала не только фильм «Солярис» (1972), который по многим параметрам был к ней невероятно близок, но и другой фильм Тарковского — «Сталкер» (1979). 
Сергей Кузнецов, просмотрев фильм в ретроспективной программе Александра Шпагина «Премьера, которой не было» на REN-TV в конце 1990-х годов, обнаружил в нём психоделические мотивы.